# Oskar Ursinus

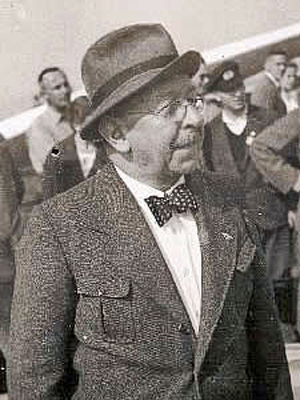
Oskar Ursinus 1938

Carl Oskar Ursinus (* 11. März 1878 in Weißenfels; † 7. Juli 1952 in Frankfurt am Main) war ein deutscher Ingenieur, Luftfahrtpionier und Herausgeber. Er ist der Namensgeber der Oskar Ursinus Vereinigung.

## Leben

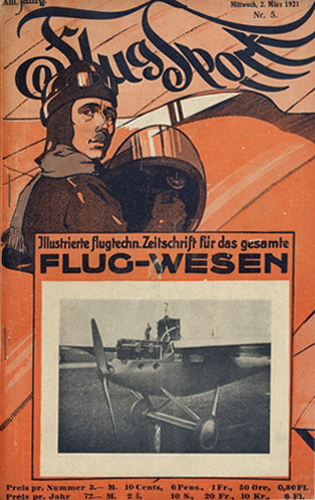
Flugsport Nr. 5 vom 2. März 1921

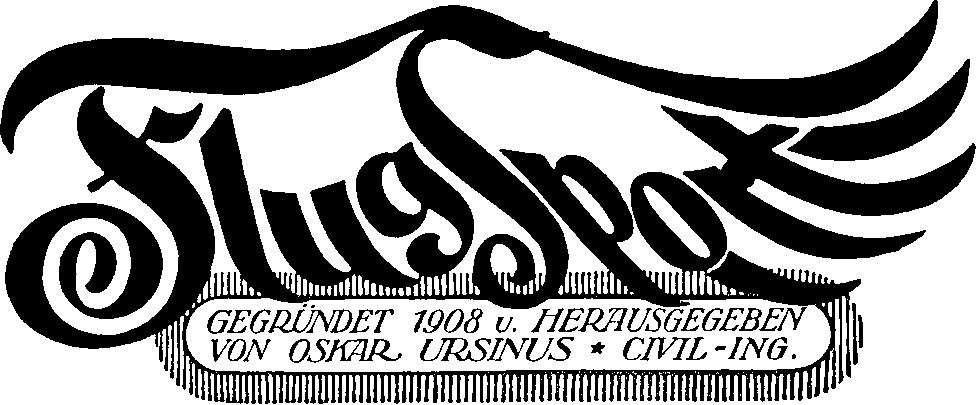
„Flugsport – gegründet 1908 u. herausgegeben von Oskar Ursinus * Civil-Ing.“, Flugsport Logo 1929

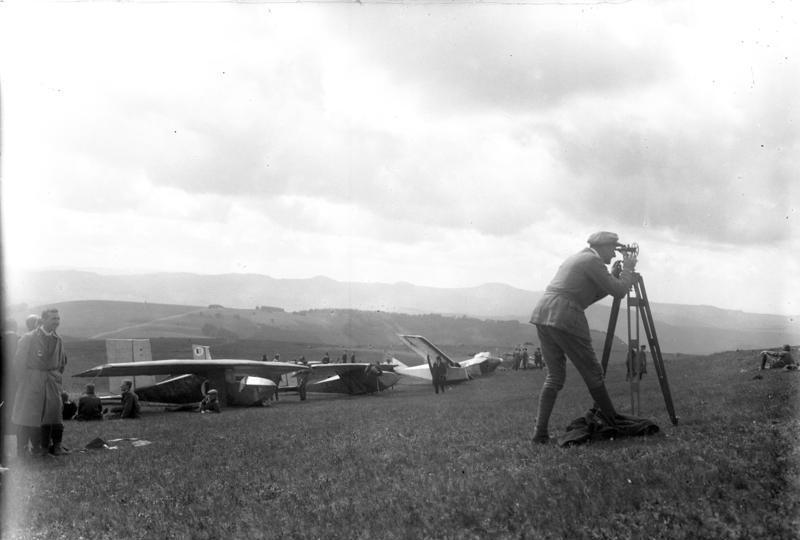
Segelflugwettbewerb in der Rhön 1932

Oskar Ursinus wurde als Sohn des in einer Brauerei tätigen Maschinenmeisters Friedrich-Karl Ursinus geboren. Nach der Schule studierte er von 1896 bis 1899 Maschinenbau am Technikum Mittweida. Im Jahre 1899 wurde ihm ein Patent für einen Diamantbohrer erteilt. Ab 1901 gab Oskar Ursinus die technische Wochenzeitschrift Vulkan in Frankfurt am Main heraus.

### Flugsport Zeitschrift
Sein wachsendes Interesse für die Luftfahrt mündete 1908 in der Gründung der Zeitschrift Flugsport, die er bis 1944 als Herausgeber und Chefredakteur leitete. Ursinus versuchte, die Leser für den Entwurf und den Bau von Flugzeugen zu begeistern. Anlässlich der Luftfahrtausstellung ILA in Frankfurt im Jahre 1909 stellte er seine Vorstellungen erstmals der Öffentlichkeit vor. 1908 lernte er seine spätere Ehefrau Hedwig Römer kennen, die ihn beruflich unterstützte, unter anderem von 1914 bis 1919 in der Rolle als Chefredakteurin des „Flugsport“. Das Ehepaar hatte zusammen vier Kinder, von denen drei die Pilotenlaufbahn einschlugen.

### Erster Weltkrieg
Nach Beginn des Ersten Weltkrieges trat Ursinus in seiner Eigenschaft als Unteroffizier der Reserve am 3. August 1914 bei der Fliegerersatzabteilung 3 (FEA 3) in Griesheim seinen Dienst an. Dort konstruierte er das Aufklärungs- und Bombenflugzeug Friedel-Ursinus FD, das nach dem Umzug der FEA 3 Anfang 1915 nach Gotha bei der dortigen Waggonfabrik als Gotha G I in Lizenz gebaut wurde. Ursinus war noch vor der Stationierung in Gotha am 20. Dezember 1914 zum Offiziersstellvertreter der FEA 3 ernannt worden; nun wurde er für die Überwachung der Produktion seines Flugzeugs eingesetzt. Als der Bau von 18 Exemplaren im Oktober 1915 abgeschlossen war, wurde er am 26. des Monats zur 6. Armee nach Frankreich versetzt, wo er für die Erprobung von Waffen zuständig war, die in den bei Lille und Montmédy stationierten G-I-Flugzeugen getestet wurden. Anschließend war er ab Dezember 1915 technischer Berater bei der FEA 6 in Metz. Im Februar 1916 kam er zurück nach Gotha, wurde von dort aber wahrscheinlich auf eigenen Wunsch hin nach Unstimmigkeiten mit der Belegschaft der Waggonbaufabrik vom Reichsmarineamt zur Seefliegerstation in Zeebrügge abkommandiert. Dort projektierte er ein einsitziges Seekampfflugzeug mit einziehbaren Schwimmern mit 9 m Spannweite und 1000 kg Startmasse, das 1916 gebaut, aber ein Jahr später abgelehnt wurde. Bis zum September 1918 blieb er in Zeebrügge und entwarf Seeflugzeuge, die aber allesamt nicht verwirklicht wurden. Kurz darauf erlitt er einen Nervenzusammenbruch und wurde ins Lazarett eingewiesen, wo er das Kriegsende erlebte.

### Modell- und Segelfliegerei und Rhönwettbewerb
Nach Kriegsende war in Deutschland der Flugzeugbau zunächst verboten und Ursinus berichtete notgedrungen in seiner Zeitschrift über Flugmodell- und Segelflugsport, die ihn beide ebenfalls interessierten. In seiner Zeitschrift „Flugsport“ erschien 1919 regelmäßig eine Kolumne, in der es darum ging, wie man den Gleitflugsport betreiben kann. Mit anderen Flugbegeisterten initiierte er den ersten Rhön-Segelflugwettbewerb 1920 auf der Wasserkuppe in der Rhön (s. u.). Für seinen Beitrag zur Entwicklung der Luftfahrt, insbesondere des Segelflugsports und zum Rhönwettbewerb nannte man ihn anerkennend Rhönvater Ursinus. Am 24. März 1920 unterstützte Ursinus in der Ausgabe No. 6/7 seiner Zeitschrift Flugsport einen Aufruf des Flugtechnischen Verein Dresdens, der 1920 den Verband Deutscher Modell- und Gleitflugvereine leitete, zum 1. Rhön-Segelflugwettbewerb auf der Wasserkuppe. Als Veranstaltungsziele wurden die „einwandfreie, fachmännische und vergleichsfähige Wertung von Gleitflugleistungen“, die „rationelle Ausübung des Gleitflugsportes und Gleitflugstudiums“ und „die Lösung des Segelflugproblems“ benannt. Die organisatorische „Oberleitung des Rhön-Segelfluges“ hatte bei den ersten Veranstaltungen Ursinus selbst inne. Die Rhönwettbewerbe wurden bis 1939 jährlich durchgeführt und halfen maßgeblich den Gleitflug zum Segelflug zu entwickeln. Finanziell wurden die Wettbewerbe vom Mäzen Karl Kotzenberg unterstützt.

### Rhön-Rossitten-Gesellschaft
Im August 1924 wurde auf Initiative von Ursinus und Kotzenberg der Flugverein Rhön-Rossitten-Gesellschaft gegründet, der sich als Bindeglied zwischen Flugsport und flugwissenschaftlicher Forschung und Entwicklung verstand und unter anderem von 1925 bis 1931 die Rhönwettbewerbe veranstaltete.

### Klein-Motor-Sport, Motor-Kritik
1922 gründete Ursinus die Zeitschrift Klein-Motor-Sport, die sich vornehmlich mit dem Themenbereichen Kleinwagen und Motorrädern beschäftigte. Aus dieser ging 1929 die Zeitschrift Motor-Kritik hervor, nachdem 1928 Josef Ganz die Schriftleitung übernommen hatte.

## Ehrungen

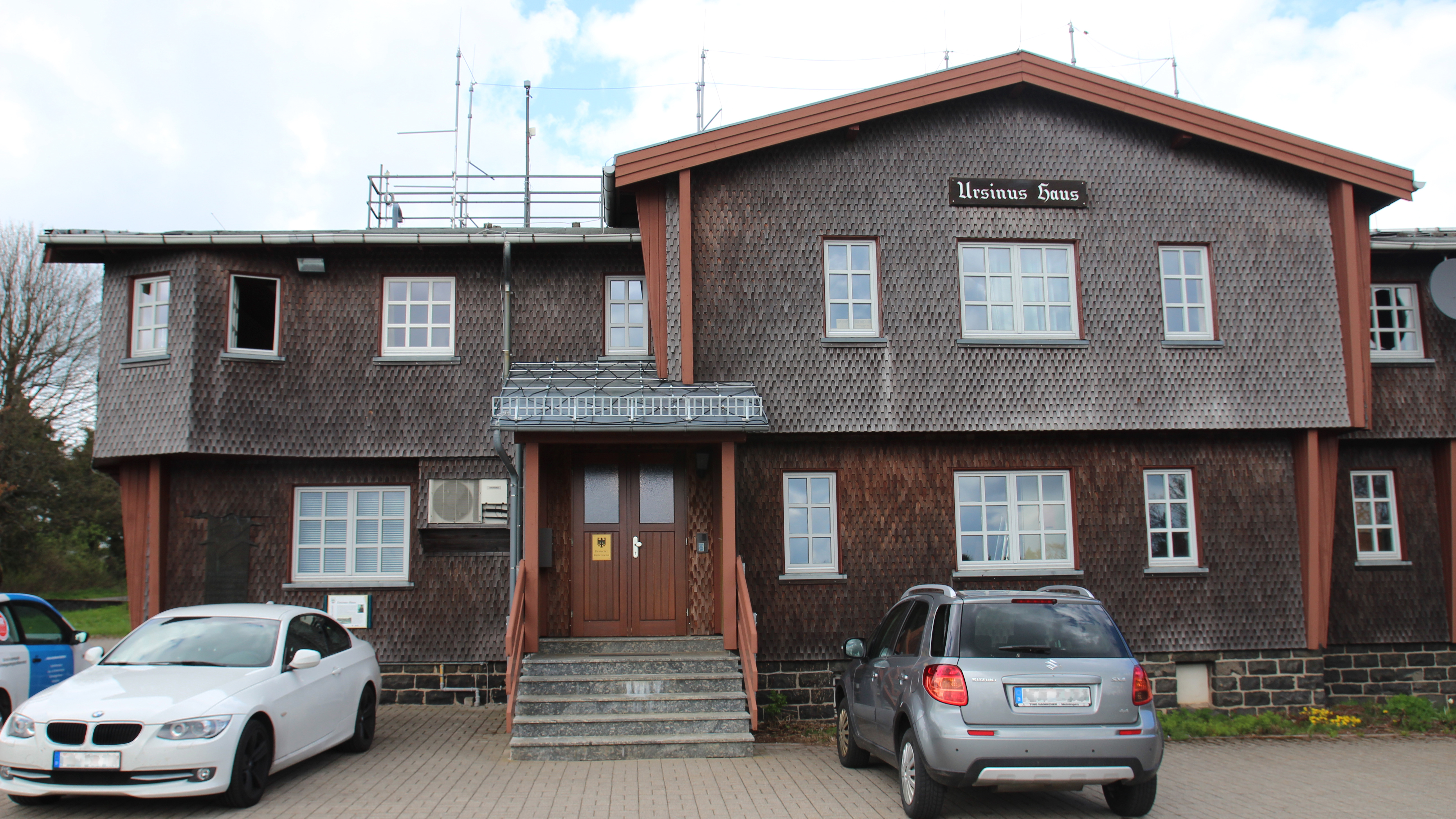
Das Ursinus Haus auf der Wasserkuppe im Mai 2017

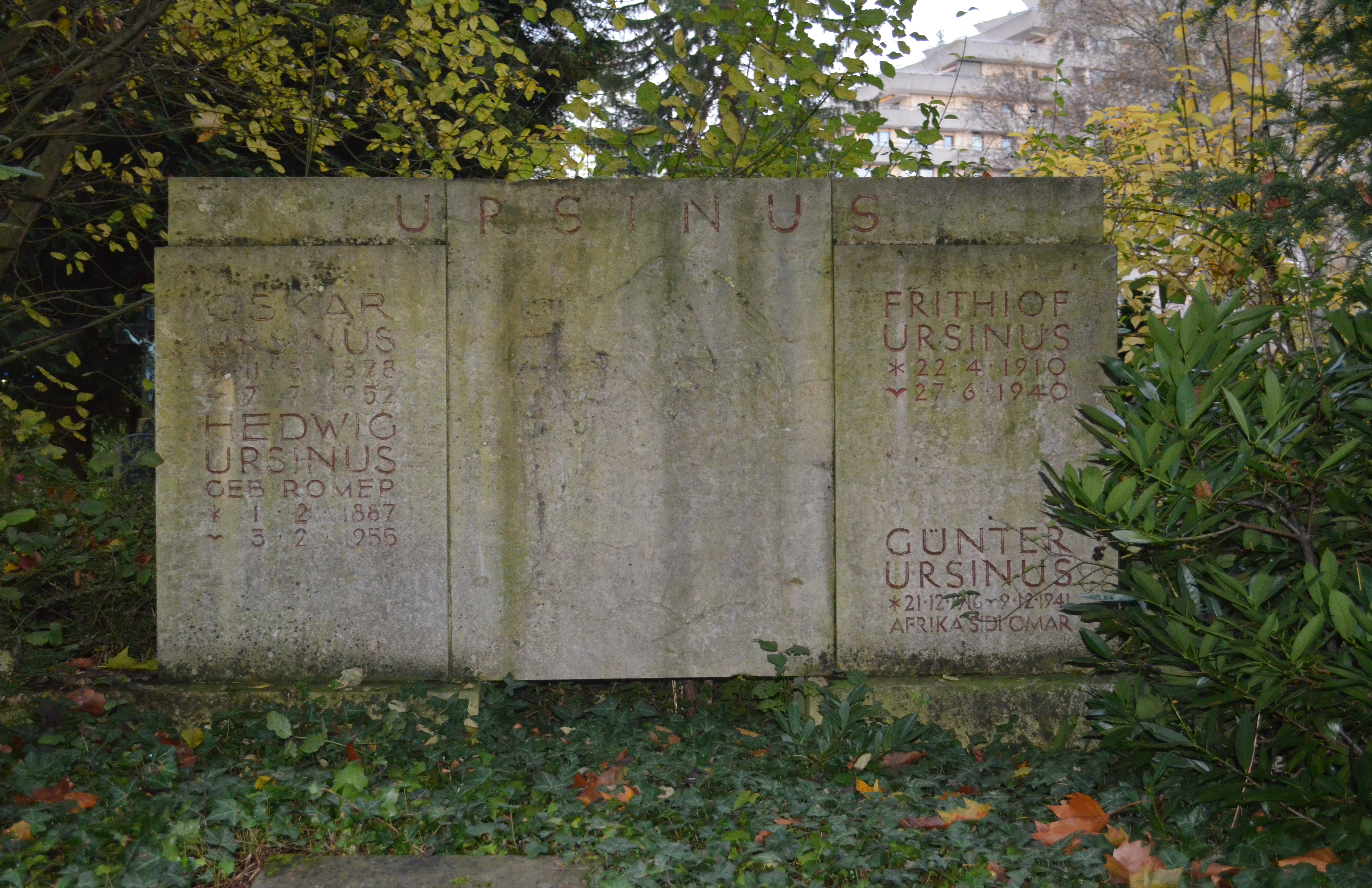
Grab von Carl Oskar Ursinus

Die Rhön-Rossitten-Gesellschaft errichtete 1925 auf der Wasserkuppe ein festes Gebäude, in dem die Abteilungen Flugtechnik und Aerodynamik des Forschungsinstituts der Gesellschaft, die Leitung und Organisation der Rhönwettbewerbe und eine Wetterwarte des Preußischen Meteorologischen Dienstes untergebracht wurden. Zu Ehren des Mitbegründers der Rhönsegelflugwettbewerbe erhielt dieses Gebäude den Namen Ursinus Haus.
Ihm zu Ehren trägt die am 9. März 1968 gegründete Oskar Ursinus Vereinigung (mit Sitz in Bingen im Landkreis Sigmaringen) seinen Namen, ein Verein, der die Entwicklung und insbesondere den Hobby-Eigenbau von Flugzeugen mit höchstens zwei Sitzen unterstützt. Der Verein ist Mitglied im internationalen Dachverband Experimental Aircraft Association mit Sitz in Oshkosh (Wisconsin).
In Frankfurt am Main, Nürnberg, Fulda, Manching, Gersfeld und Kiel-Holtenau wurden Straßen nach Oskar Ursinus benannt.
Er ist auf dem Südfriedhof in Frankfurt am Main begraben. Sein Grab steht unter Denkmalschutz. Das Grabmal besteht aus einer lagerhaften rechteckige Stele aus geschliffenem gelben Jura. Im zurückgesetzten mittleren Feld befindet sich die Ritzung eines Adlers. Das Grabmal stammt von Bildhauer Carl Stock.
Ursinus’ fachlicher Nachlass befindet sich im Deutschen Museum.